# Висен (град)
Висен (њем. Wissen) град је у њемачкој савезној држави Рајна-Палатинат. Једно је од 119 општинских средишта округа Алтенкирхен (Вестервалд). Према процјени из 2010. у граду је живјело 8.271 становника. Посједује регионалну шифру (AGS) 7132117.

## Географски и демографски подаци
Висен се налази у савезној држави Рајна-Палатинат у округу Алтенкирхен (Вестервалд). Град се налази на надморској висини од 200 метара. Површина општине износи 34,9 km². У самом граду је, према процјени из 2010. године, живјело 8.271 становника. Просјечна густина становништва износи 237 становника/km².

## Међународна сарадња
| Мјесто     | Држава               | Врста сарадње | Од    |
| ---------- | -------------------- | ------------- | ----- |
| Шањи       | Француска            | партнерство   | 1968. |
| Крапковице | Пољска               | партнерство   | 2000. |
| Лечворт    | Уједињено Краљевство | партнерство   | 1983. |
| Извор      |                      |               |       |